# Spletni vprašalnik
Spletna anketa oziroma vprašalnik je način samoanketiranja z uporabo računalniških vprašalnikov, shranjenih na določenem računalniku, ki je povezan z internetom (tj. strežnikom), do katerega anketiranci dostopajo prek spletnega brskalnika.
Z naraščajočo uporabo interneta so postali spletni vprašalniki popularen način zbiranja informacij.  Oblika spletnega vprašalnika ima pogosto afekt kako kvalitetno so bili podatki zbrani. Tu je veliko faktorjev v oblikovanju spletnega vprašalnika, primerni obliki vprašanj, administraciji, kvaliteti in etničnih načelih. 
Spletni vprašalniki bi morali biti videni kot podniz širokega razpona spletnih raziskovalnih metod.

## Zgodovina
V zgodnjih 80. letih prejšnjega stoletja so bili računalniki že uporabljeni za podporo zbiranja podatkov v telefonskemu anketiranju. Tako je nastala nova metoda anketiranja, to je računalniško podprto telefonsko anketiranje oziroma CATI (angl. computer assisted telephone interviewing). Kot navaja Nicholls, so bili začetniki predvsem razna podjetja za tržne raziskave, kmalu so sledile tudi številne univerze, nato pa so to metodo anketiranja začele uporabljati tudi statistični uradi in razne vladne agencije. 

## Uporaba spletnih vprašalnikov

### Prednosti uporabe spletnih vprašalnikov
Oblikovalec vprašalnika ima več fleksibilnosti pri prikazovanju vprašanj. Vprašanja so lahko prikazana s:
- Kvadratki
- Roletni meni
- »pop up« meni
- Zaslon za pomoč
- Grafika

Spletni forum omogoča, da so odgovori hitro sprejeti od subjektov
Ta metoda je tudi cenejša za vodjo, cena v tem primeru ni povezana z nakupom papirja ali drugih materialov potrebnih za tiskanje. Cene poštnine so prav tako zelo olajšane.
Odkar so podatki zbrani v osrednji bazi, je čas za analizo še naknadno zmanjšan.
Lažje je popraviti napake, dokler administrator ne objavi vnaprej vseh vprašalnikov za distribucijo.

### Pomanjkljivosti uporabe spletnih vprašalnikov
Nimajo vsi dostopa do interneta, zato je delež odgovorov omejen. Veliko ljudi ni dovzetnih za to, da bi dokončali spletni vprašalnik. Študije so pokazale, da so demografske značilnosti tistih, ki se odzovejo na povabilo k sodelovanju spletnega vprašalnika, predvsem, da so to mlajši ljudje.

## Oblika vprašalnika
Spletni vprašalnik mora biti pred objavo skrbno premišljen. Imamo kar nekaj različnih paradigem, ki morajo biti premišljene pri ustvarjanju spletnega vprašalnika. 

## Zbiranje in prioritizacija podatkov
Objektivnost začetka raziskave je potrebna, zato da določi kakšne informacije je potrebno zbrati.
Informacije, ki so potrebne morajo biti razvrščene v nizu, ki predstavlja red pomembnosti na nepristranski način. Teme ne smejo voditi osebe do tega, da bi sklenila napačen zaključek.

## Oblika spletnega vprašalnika
1. Vprašalnik se mora pričeti s kratkim uvodom, ki informira posameznika, zakaj je vprašalnik pravzaprav narejen.
2. Vprašanja za vprašalnik morajo biti oblikovana na najprimernejši način, ki olajšuje razumevanje.
3. Pri oblikovanju načrta spletnega vprašalnika, morajo biti uporabljena kar najmanjša kompleksnost. Na primer, če posameznik izbere odgovor »da«, mora vprašalnik avtomatsko preskočiti na naslednje relevantno vprašanje, in obratno.
4. Kratka opomba »hvala« mora biti vključena na konec vprašalnika.

## Dolžina vprašalnika
Pravilo je, da vprašalnik ne bi smel presegati dolžine petih minut.
- Običajno, 4 zaprta vprašanja vzamejo eno minuto.
- Eno kratko vprašanje, ki zahteva odgovor, je enakovredno 3 zaprtim vprašanjem.

## Prototip
Vzorec vprašalnika mora zajemati najmanj 5 oseb,  kar je prioritetno za objavo na spletu. Na podlagi popolnosti vprašalnika, povratna informacija udeležencev mora biti pridobljena.
- Informacije, ki se navezujejo na to, kako vprašani razumejo glavno točko vprašalnika, mora biti zbrana.
- Pomembno je razločiti, če imajo udeleženci probleme s kakšnim  vprašanjem.
- Povratna informacija posameznika mora biti koristno uporabljena, zato da se naredi kakšno potrebno spremembo v vprašalniku.

## Oblike vprašanj
Pri oblikovanju vprašalnika, bi morala biti  metoda vrednotenja v mislih pri izbiranju  oblike odgovorov. V tem delu, so predstavljeni načini odgovorov, ki so lahko uporabljeni pri spletnih vprašalnikih. 
Krožci
V tem primeru je tisti, ki odgovarja naprošen, da izbere enega od krožcev, ki se ujema z izbranim odgovorom. Pikica na sredini se bo pojavila, ko bo izbran en izmed možnih odgovorov. Samo en odgovor je lahko izbran. 
1. Priporočljivo, ko je izbira odgovorov medsebojno izključujoča.
2. Pravilen odgovor mora biti zagotovljen. Če je določen napačen odgovor, je to lahko napačno, kot če se anketiranec odloči, da bo preskočil vprašanje.
3. Zaželena je natančnost pri kliku na izbran odgovor.

Kvadratki 
Anketiranec je naprošen, da s klikom na kvadratek poleg odgovora izbere tistega, ki predstavlja odgovor, za katerega se je odločil. Označba v kvadratku, se bo pojavila, ko bo en izmed kvadratkov z odgovorom izbran. Več kot en odgovor je lahko izbran. 
1. Če imamo veliko možnosti, je priporočljiva preprosta matrika.
2. Ko uporabljamo opcijo s kvadratki in če je lahko izbran več kot možen odgovor, mora biti to poudarjeno tudi v navodilih.

Roletni meni
Anketiranec je naprošen, da klikne na puščico, ki se nahaja na desni strani kvadrata. Z enim klikom se nam tako prikaže seznam odgovorov. Sezam odgovorov se bo pojavil na desni strani roke, če je prikazano veliko število možnih odgovorov. Anketiranec lahko klikne na poudarjen del seznama, da izbere odgovor. Nato se ta izbran odgovor pojavi v kvadratu. Pri tem tipu odgovorov je možen samo en odgovor. 
Dobra izbira, ko imamo dolg seznam odgovorov, na primer seznam držav.
Temu načinu pa se raje izognemo, če odgovor hitreje natipkamo, na primer letnico rojstva.
Pri oblikovanju roletnih menijev, ne damo prve opcije vidne anketirancu. Le ta lahko zavaja, kjer imamo opcijo, da noben odgovor ni izbran.

## Odprta vprašanja
Odprta vprašanja so tista vprašanja, ki omogočajo anketirancu, da odgovori v svojimi lastnimi besedami. V spletnih raziskavah, so polja namenjena tekstu proipravljena z vprašanjem za katerega anketiranec takoj natipka svoj odgovor. Odprta vprašanja skušajo doseči od anketiranca svoboden odgovor s čimer poskušamo določiti tip anketirančevega razmišljanja. Primerna so za vprašanja, ko sprašujemo po občutkih, o nagnjenjih in predsodkih, spominu, mnenju, in dodatnih komentarjih. 
Anketiranec je naprošen, da klikne znotraj polja s tekstom, da dobi drsnik znotraj tega polja. Ko začne drsnik enkrat utripati znotraj polja je lahko odgovor na vprašanje natipkan. 
Velikost polja za tekst naj bo določena glede na zahtevano in želeno vrednost informacijo od anketiranca.
Ta tip vprašaja mora biti oskrbljen tudi s kratkimi in jasnimi navodili.

## Ocenjevalne lestvice
Anketiranec mora izbrati eno vrednost iz lestvice možnih izbir vrednosti. Na primer, slab, ugoden, dober ali odličen. Ocenjevalne letvice omogočajo osebi vodenje ankete, da izmeri in primerja nize spremenljivk.  
Če uporabljaš ocenjevalne lestvice, bodi dosleden skozi celotno anketo. Uporabljaj isto število točk na lestvici in zagotovi, da so pomeni višjega in nižjega konsistentni skozi vso anketo.
Uporabi liha števila v ocenjevalni lestvici, da zagotoviš lažjo analizo podatkov. Če obrneš ocenjevalno lestvico, s tem zmedeš anketiranca, kar bo vodilo do neiskrenih odgovorov.
Omejiti moraš število točk v rangiranju ali v vprašanjih v ocenjevalni lestvici do manj kot 10. Ta vprašanja lahko postanejo težje razumljiva za branje, če je več kot 10 možnosti. Takšna vprašanja lahko povzročijo tudi razodetje bistvenih vprašanj v nekaterih okoljih.

## Odgovori na spletne ankete
Vrednosti odgovorov so pogosto nizke in obstaja nevarnost, da bodo postajale še nižje. Jon Krosnick argumentira, da sledeči trije faktorji determinirajo uspešnost ankete in verjetnost dosežka spodobnega nivoja odgovorov.  
1. Zmožnost anketiranca
2. Motivacija anketiranca
3. Težavnost naloge / model ankete.

Bosnjak in Tuten argumentirata, da obstaja vsaj 7 načinov, kako anketiranci odgovarjajo na spletne ankete. 
Osnovala sta naslednjo tipologijo: 
1. Popolni anketiranci so tisti, ki pregledajo vsa vprašanja in na vsa vprašanja tudi odgovorijo.
2. Enotni neodgovarjajoči so tisti posamezniki, ki niso deležni v anketi. Obstajata dve možni variaciji na enotne neodgovarjajoče. Takšen posameznik je lahko tehnološka ovira pri participaciji, ona ali on se lahko namerno umakne, ko se pojavi pozdravni zaslon, ampak prioriteta mu pa je pregledati vsa vprašanja.
3. Odgovarjajoče »drop-out«-e predstavljajo posameznike, ki oskrbijo prav tista vprašanja z odgovori, ki se jim prikažejo na zaslonu, vendar pa niso čisto prepričani, da bodo rešili anketo do konca.
4. Prežalci so tisti, ki pregledajo vsa vprašanja v anketi, ampak ne odgovorijo na nobenega.
5. Prežeče »drop-out«-e predstavlja kombinacija treh in štirih ljudi. Takšni udeleženci pregledajo le nekaj vprašanja, vendar na njih ne odgovorijo, vendar jim je vseeno prioriteta, da pridejo do konca pri anketi.
6. Točkovni neodgovarjajoči pregledajo celotno anketo, vendar odgovorijo le na nekaj vprašanj.
7. Točkovni neodgovarjajoči »drop-out«-i pa predstavljajo skupino treh in šestih. Posamezniki, ki kažejo tovrstni način obnašanja, pregledajo nekatera vprašanja v anketi, na nekaj jih tudi odgovorijo, ampak ne na vsa pregledana vprašanja, ampak še vedno pa jim je prioriteta priti do konca pri anketi.

## Administracija spletnih anket
Ko je enkrat narejene model ankete, mora biti uporabljen na primernem vzorcu populacije za zbiranje podatkov. Privabljanje primerne tarče publike pogosto zahteva reklamiranje. Obstajajo različne metode za privabljanje udeležencev oz. njihove pozornosti: 
1. objavna deska
2. množični email-i
3. oglaševanje v komercialnih okoljih
4. pošta
5. monetarna spodbuda
6. popust za družbene izdelke

To običajno pomaga privabiti željne udeležence, ki konec koncev preskrbijo boljše kvalitetne podatke kot pa nevoljni, upirajoči se udeleženci. 
Lokacija upravljanja za spletne ankete je lahko faktor v upravljanju, če je zahtevano specifično okolje. Tiho okolje naj bi bilo potrebno za vprašanja, ki zahteva določeno količino koncentracije. Anketa naj bi bila vodena v osamljenem okolju, ločenem in s tem se ohranijo oz. zaščitijo občutljive informacije, ki jih je navedel anketiranec. Obseg zaščite pri programski opremi je tudi lahko potreben v teh primerih. V nasprotju s tem, so lahko spletne ankete prav tako tudi zelo neformalne, sproščujoče in so lahko peljane kot udobje v nekaterih domovih.  

## Kvaliteta spletnih anket
Kvaliteta ankete je lahko izmerjena skozi vrednosti podatkov, ki so pridobljeni in z zadovoljnostjo udeleženca. Da bi ohranili visoko kakovost anketne dolžine, moramo imeti v mislih jedrnatost in zaporednost vprašanj. Prvič, ankete naj bi bile dolge le toliko, kolikor bi morale biti. Jedrnatost je lahko dosežena z odstranitvijo nepotrebnih in ne relevantnih vprašanj, ki bi lahko povzročili razočaranje pri anketirancu oz. udeležencu, ne bi pa dodala takšna vprašanja večje vrednosti ankete. Končno, postavitev vprašanj v neko logično zaporedje, da udeležencu boljšo mentalno karto, kot bi bila razvidna iz ankete. Naključni premiki med subjekti in odgovarjati v ne spoznavnem zaporedju pomenijo, da je anketiranec zmeden zaradi tega in da ne more logično odgovarjati. 

## Etika v spletnih anketah
Etična vprašanja naj bi se pretehtala, ko bi bili podatki zbrani od ključne publike. Spodaj so naštete skupne stvari, ki naj bi jih nekdo upošteval, kar se zadeva pravic in interesov udeležencev: 
Udeleženci ne smejo biti prisiljeni odgovarjati na nobeno izmed vprašanj. Ankete bi morale imeti možnost, da so anonimne.
Zaupnost mora biti prisotna na določeni anketi. Identifikacija naj bi se zahtevala le pri anketah, ki to potrebujejo. Čeprav, v tem primeru, se lahko administrator odloči, da uporabi številke namesto imen. V tem primeru mora anketiranec jasno vedeti, zakaj se uporablja številka in za kakšne namene.
Anketa naj bi imela tudi možni odgovor »ne vem« ali odgovor, ki označi nevtralnost, tako da se udeleženec lahko brani z ignoriranjem ali nevtralnostjo, tako da ne dobimo nenatančnih podatkov.
Vprašanja naj ne bi zmedla anketiranca. Naj bi bila jasno zapisana; udeleženec naj bi se počutil udobno in vedel natanko, na kaj se odziva.
Udeleženci naj bi v večini primerov vedel, zakaj se uporablja anketa in za kaj bodo informacije uporabljene.
V nekaterih primerih, naj bi bila anketa pregledana s strani etničnega komiteja ali zunanje družbe. To je natančno pomembno, če anketa vsebuje podati občutljive informacije s strani udeleženca ali pa da je tema takšna, ki bi spravila udeleženca v neprijeten položaj.